# Metanobactina
A metanobactina (mb) é uma classe de peptídeos cromofóricos ligantes e redutores de cobre, inicialmente identificados no metanotrófico Methylococcus capsulatus Bath - e posteriormente em Methylosinus trichosporium OB3b - durante o isolamento da metano monooxigenase associada à membrana ou particulada (pMMO). Acredita-se que ele seja secretado no meio extracelular para recrutar cobre, um componente crítico da metano monooxigenase, a primeira enzima da série que catalisa a oxidação do metano em metanol. A metanobactina funciona como um calcóforo, semelhante aos sideróforos de ferro, ligando-se ao Cu(II) ou Cu(I) e transportando o cobre para dentro da célula. A metanobactina tem uma afinidade extremamente alta para ligação e Cu(I) com um Kd de aproximadamente 1020 M−1 em pH 8. Além disso, a metanobactina pode reduzir o Cu(II), que é tóxico para as células, para Cu(I), a forma usada no pMMO. Além disso, acredita-se que diferentes espécies de metanobactina sejam onipresentes na biosfera, especialmente à luz da descoberta de moléculas produzidas por outros metanotróficos do tipo II que se ligam e reduzem de forma semelhante o cobre (II) ao cobre (I).

## Cepas de Metanobactina

### OB3b

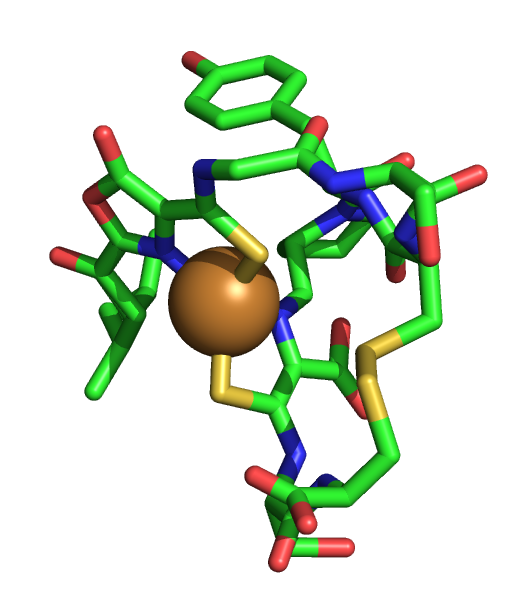
Metanobactina OB3b. PDB

A metanobactina OB3b é uma metanobactina comumente estudada. Tem um peso molecular de 1154 Da quando livre de metais. OB3b é composto por 9 resíduos de aminoácidos com dois anéis de oxazolona, que participam da ligação aos íons de cobre. Os anéis de oxazalona são suscetíveis à clivagem em condições de pH baixo, o que libera qualquer íon metálico ligado aos anéis. O cobre é ligado e reduzido em um sítio de ligação tetradentado composto por 2 anéis de oxazolona e 2 grupos enetiol modificados. Em particular, a origem e a função desses anéis de oxazolona na metanobactina OB3b têm sido objeto de pesquisa, uma vez que esses domínios parecem únicos.
Em 2010, foi sugerido que o mb OB3b é derivado de um pequeno precursor peptídico produzido ribossomalmente com a sequência de LCGSCYPCSCM. O mbOB3b funcional é composto de (grupo isobutil)-(anel de oxazolona A)-GSCY-(anel de oxazolona B)-SM. (Observe que alguns espécimes de mBOB3b são encontrados sem a metionina C-terminal e parecem totalmente funcionais.) Argumentou-se que os anéis cromofóricos dessa espécie específica de metanobactina permitem que o mbOB3b se ligue e reduza outros metais. Por exemplo, mbOB3b pode reduzir Ag(I) a Ag(0), Au(III) a Au(0), Cr(VI) a Cr(III) e Hg(II) a Hg(I); também é capaz de ligar Co(II), Zn (II), Mn(II), Pb(II) e U(IV). Devido a isso, é possível que a metanobactina tenha diversas aplicações médicas e ambientais como quelante de metais e agente redutor.
O mecanismo de redução de metais é atualmente indeterminado. Foi sugerido que a configuração de ligação tetradentada do cobre (I) em mbOB3b necessita da ligação de uma molécula de água ao íon cobre como um ligante. Isso tem sido usado para argumentar que a água é a fonte de elétrons para reduzir o íon metálico ligado. Outros sugeriram que a ponte dissulfeto na estrutura da metanobactina é a fonte do elétron, embora a espectroscopia de fotoelétrons excitados por raios X tenha mostrado que essa ligação ainda está intacta na metanobactina ligada ao cobre. A fonte desse elétron redutor permanece desconhecida no momento.

### SB2
A metanobactina SB2 é produzida pela bactéria Methylocystis. SB2 é muito menor que OB3b com um peso molecular de 851Da quando livre de metal. SB2 contém um anel imidazol e um anel oxazalona, bem como um grupo sulfato que se acredita participar da ligação do cobre.